# Toccata
Toccata (von italienisch toccare „berühren“; Plural Toccaten) ist eine der ältesten Bezeichnungen für Instrumentalstücke, insbesondere für Tasteninstrumente und die Laute, und ursprünglich von Sonata, Fantasia, Ricercar etc. nicht sehr verschieden, jedoch meist von freier musikalischer Struktur, im Charakter einer ausgeschriebenen Improvisation, die meist zwischen schnellen Passagen in kurzen Notenwerten und vollstimmigen Akkorden wechselt.

## Frühbarock
Erste Toccaten finden sich in Suiten für die Laute von Pietro Paolo Borrono, wo bereits 1536 der Titel „tochata“ auftaucht. Eine Toccata für die Renaissancelaute komponierte auch Francesco da Milano. Spätere Toccaten für die Laute schrieb etwa Joachim van den Hove. Die ältesten Toccaten für Orgel wurden von Claudio Merulo 1598 herausgegeben, jedoch früher geschrieben. Sie beginnen in der Regel mit einigen vollen Harmonien, die dann auf verschiedene Art mit Läufen, Akkordbrechungen und anderen Passagen durchbrochen werden; auch werden kleine fugierte Sätzchen eingestreut. Als besonders dramatische Ausprägung dieses Stiles entwickelte sich der Typus der Toccata con Durezze e Ligature, also mit „Härten“ und „Bindungen“, was die Kompositionsweise der entsprechenden Werke als besonders reich an (oft wirklich „hart“ dissonanten, durch Überbindungen vorbereiteten) Vorhalten charakterisiert. Diese oft harmonisch sehr kühnen, raumgreifenden Werke finden eine weitere Ausprägung in den dem Zeitpunkt ihrer liturgischen Verwendung nach als Elevationstoccaten (Toccata all’Elevatione bzw. per l’Elevatione) bezeichneten, sehr beliebten getragenen Sätzen.
Diese sich so entwickelnde, sehr affektgeladene Kompositionsweise findet ihren ersten Gipfelpunkt in der Orgelkunst Girolamo Frescobaldis und wird bald von Komponisten wie Gottlieb Muffat, Johann Jakob Froberger, Johann Caspar von Kerll oder Franz Xaver Murschhauser auch im süddeutschen Raum adaptiert.

## Hochbarock
Der Gipfelpunkt des freien Orgelstils zur Zeit des Hochbarock im norddeutschen Raum ist der Stylus phantasticus, in den auch und vor allem die Toccatenkunst einmündet. Die hier z. B. durch Dieterich Buxtehude bzw. in der mitteldeutschen Orgelmusik durch Johann Pachelbel gepflegte Form weist meistens noch eher fugierte Zwischensätze auf. Auch die ersten von Johann Sebastian Bach bekannten Toccaten für Cembalo BWV 910–916 übernehmen diese Form, desgleichen einige seiner Toccaten für Orgel, darunter auch die Toccata E-Dur BWV 566, geläufig wird dann aber ihre Verwendung als einleitendes Stück in Verbindung mit einer Fuge.
Das bekannteste Beispiel hierfür ist die unter Bachs Namen überlieferte Toccata und Fuge d-Moll BWV 565. Weitere große Toccaten für Orgel sind die sogenannte Dorische Toccata BWV 538, die große Toccata und Fuge F-Dur BWV 540 oder die zur Dreiteiligkeit erweiterte Toccata, Adagio und Fuge C-Dur BWV 564. Daneben verfasste Bach auch sieben Toccaten für Cembalo BWV 910–916. Diese Jugendwerke sind meist viergliedrig. Einem von Laufwerk eingeleiteten langsamen Satz folgt eine lebhafte Fuge, oft mit Vorliebe doppelthemig, dann ein Adagio, zuletzt wieder ein fugenhaftes, meist doppelthemiges Allegro. Auch andere Clavier-Werke Bachs wie z. B. das Präludium B-Dur BWV 866 aus dem ersten Teil des Wohltemperierten Klaviers oder der erste Satz der Partita in e-Moll tragen toccatenartige Züge.

## Romantik
In der Rückbesinnung auf Bach schrieb Robert Schumann 1830 seine Toccata C-Dur, Opus 7 für Klavier. Mit dem Bau großer Orgeln blühte diese musikalische Form in der Spätromantik noch einmal auf: In Deutschland griff sie Max Reger auf, in der französischen Orgelmusik erlangten die Toccata aus der 5. Orgelsinfonie von Charles-Marie Widor, diejenige aus der Suite Gothique von Léon Boëllmann oder die Toccata über Tu es Petra von Henri Mulet, aber auch die Toccaten von Théodore Dubois, von Gabriel Pierné oder von Eugène Gigout große Beliebtheit. Auch verschiedene Sätze Louis Viernes wie z. B. das Prélude der Pièces de Fantaisie op 51 bedienen sich toccatenartiger Figuren.
Standen sich in den Toccaten der italienischen Meister und des Barocks freie Läufe, Akkordbrechungen, Imitationen und vollgriffige Passagen gegenüber, so versteht man nun unter „Toccatenfiguren“ im Allgemeinen griffig zerlegte bzw. figurierte Akkorde, die sich leicht auf eine klare harmonische Grundlage zurückführen lassen. Insbesondere die Schule der französischen Improvisatoren wie Marcel Dupré, André Fleury, Pierre Cochereau oder später Jean Guillou, Daniel Roth und Thierry Escaich verwendet häufig solche toccatenartigen Elemente, deren Entwicklung und Verarbeitung Marcel Dupré in seinem Cours d’improvisation beispielhaft aufzeigt.

## 20. Jahrhundert
Das Wiederaufgreifen der Toccata durch die Orgelkomponisten des 20. Jahrhunderts ist vor dem Hintergrund des Neoklassizismus und der Rückbesinnung auf alte Formen und Satztechniken zu sehen, so bei der virtuosen Toccata op. 5a von Hermann Schroeder, komponiert 1930. Hier wechseln freie virtuose Teile mit polyphonen Abschnitten ab, so wie es Buxtehude in der Toccata der norddeutschen Orgelschule praktizierte. Neben der von Dupré beschriebenen Gewinnung toccatenartiger Elemente z. B. aus gregorianischen Motiven, die ähnlich z. B. auch von Flor Peeters in seiner Toccata, Fuge & Hymne über Ave maris stella op. 28 oder in der einleitenden Toccata der Partita „Veni creator spiritus“ (1958) von Hermann Schroeder angewandt wird, experimentierte man nach dem Zweiten Weltkrieg außerdem mit der Verbindung des Toccatenstiles mit verschiedenen, oft lateinamerikanischen Tanzidiomen, so schrieb z. B. Peter Planyavsky eine Toccata alla Rumba, sein Lehrer Anton Heiller eine Tanz-Toccata. Die 1954 entstandene Totentanz-Toccata des früheren Organisten an der Lübecker Marienkirche, Walter Kraft, bildet die Einleitung seiner groß besetzten Komposition Lübecker Totentanz nach einem Gemäldefries von Bernt Notke. Eine berühmte Toccata eines englischen Komponisten ist die Festival Toccata von Percy Eastman Fletcher. Von John Rutter liegt eine Toccata in Seven vor. Der schwedische Organist Gunnar Idenstam verbindet im ersten Satz seiner Kathedralmusik den Archetyp der französisch-romantischen Toccata mit Elementen der Rockmusik. Sein Landsmann Bengt Hambraeus schuf mit seiner Toccata Monumentum per Max Reger (1973) ein Pasticcio aus lauter (in der Regel transponierten) Zitaten, die alle dem umfangreichen Orgelwerk Regers entnommen sind.
Die Neue Musik zeitigte vereinzelte Beispiele von Werken für Schlagzeug oder Klavier, die die Toccata wieder an ihre Ursprungsbedeutung des Schlagens führten (Paul Hindemith, Sergei Sergejewitsch Prokofjew, Witold Lutosławski, Bernd Alois Zimmermann in seiner Oper Die Soldaten), weitere Beispiele virtuoser Toccaten für Klavier finden sich z. B. bei Leopold Godowsky oder Aram Chatschaturjan (Toccata (Chatschaturjan)).
Toccaten werden oft von Organisten zum Ein- oder Auszug des Klerus oder der Gemeinde in die Kirche gespielt. Außerdem dienen Toccaten der Überprüfung von neuen oder überholten Kirchenorgeln, weil mit diesen aufwändigen Stücken die Intonation der Pfeifen in sämtlichen Registern, das Leistungsvermögen des Windwerkes und die Funktion der Ventile besonders gut überprüft werden kann.